# Ryan Cartwright
Ryan Cartwright (Erdington, Birmingham, 14 de marzo de 1981) es un actor inglés, de cine y televisión. Ha vivido en Los Ángeles, California desde 2006. Su hermano es el también actor Che Cartwright.

## Carrera
Su primer papel importante le llegó a la edad de 15 en la comedia británica de ITV, The Grimleys. También ha aparecido en otros programas de televisión británicos como Weird, Hardware, Donovan y Microsoap.
Desde que se mudó a los EE. UU., Cartwright tuvo un papel recurrente en la serie de televisión Bones como el forense interno en el laboratorio, Vincent Nigel-Murray, hasta la muerte de su personaje en la temporada 6. También completó la filmación de una película para la televisión, Dear Prudence junto a Jane Seymour, en el que utilizó un acento americano. Tuvo un papel recurrente en la temporada 3 de Mad Men. 
Protagonizó a Gary Bell, un personaje con autismo, en la serie original de Syfy; Alphas. Para prepararse para el papel, Cartwright convivió con personas que trabajaban con personas con autismo, vio documentales, leyó blogs creados por personas con autismo, y los libros de autores con autismo Temple Grandin y Daniel Tammet. La interpretación de Gary Bell le ha ganado a Cartwright elogios de parte de la comunidad de las ciencias neurológicas, acreditando su complejidad para evitando estereotipos del autismo mostradas previamente en los medios de comunicación.

## Filmografía
| Año             | Título                                | Papel                | Notas                                                     |
| --------------- | ------------------------------------- | -------------------- | --------------------------------------------------------- |
| 1997, 1999–2001 | The Grimleys                          | Darren Grimley       | Personaje principal                                       |
| 1997            | Dangerfield                           | Ian Thomson          | Temp. 4, episodio 8 ("Contact")                           |
| 1998            | Microsoap                             | David                |                                                           |
| 2000            | Doctors                               | Henry Lincoln        |                                                           |
| 2002            | All About Me                          | Peter                |                                                           |
| 2002            | Seriously Weird                       | Harris Pembleton     |                                                           |
| 2003–2004       | Hardware                              | Steve                |                                                           |
| 2002, 2004–2011 | Freak Like Me                         | Nick/N               |                                                           |
| 2004            | Donovan                               | Seth Donovan         | Primer episodio                                           |
| 2005            | Look Around You                       | Sam McNamara         | Temp. 2, episodio 6 ("Live Final")                        |
| 2005            | Twenty Thousand Streets Under the Sky | Rex                  |                                                           |
| 2006            | Donovan                               | Seth Donovan         |                                                           |
| 2008            | Dear Prudence                         | Nigel Forsythe III   | Película para la televisión                               |
| 2008–2011       | Bones                                 | Vincent Nigel-Murray | Personaje recurrente (temporadas 4, 5, y 6, 11 episodios) |
| 2009            | Mad Men                               |                      | Personaje recurrente (Temp. 3, 5 episodios)               |
| 2011–2012       | Alphas                                | Gary Bell            | Personaje principal                                       |
| 2012            | The Big Bang Theory                   | Cole                 |                                                           |

| Año  | Título           | Papel | Notas |
| ---- | ---------------- | ----- | ----- |
| 2007 | Virgin Territory | Ghino |       |
| 2011 | Sironia          | Nick  |       |
| 2017 | Father Figures   | Carl  |       |